# Umbră (poezie)
Umbră este o poezie scrisă de George Coșbuc, apărută în 1906.

## Legături externe
- Poezia Umbră la wikisursă